# Alonso de Bárcena
Alonso de Bárcena —conocido también como Alonzo de Barcena o Barzana— (Belinchón, 1530-Cuzco, 31 de diciembre de 1597), fue un misionero y lingüista jesuita castellano en América.  La iglesia católica lo considera venerable desde el 18 de diciembre de 2017.

## Biografía
Nació en Belinchón, Cuenca, en 1530.Parte de su infancia la pasó en Iznatoraf (España). A los 18 años se trasladó a Baeza, en cuya universidad cursó estudios hasta alcanzar los grados de maestro en artes y bachiller en teología, tutelado por Juan de Ávila. En 1555 se ordenó como sacerdote y en 1565 entró en la Compañía de Jesús. Embarcó hacia América en 1569.
En 1577 fue destinado a la misión de Juli, a orillas del lago Titicaca —al hoy sureste del Perú—. Fue uno de los primeros de esta importante misión jesuita, que habían iniciado los dominicos unas décadas antes.
Permaneció en la zona central de la actual Bolivia por once años, hasta que el provincial de la orden, Juan de Atienza, lo envió al Tucumán. Continuó su trabajo de misionero entre los indígenas de la región de los Valles Calchaquíes y posteriormente en el Gran Chaco hasta 1593. 
Prosiguió su obra entre las muchas tribus de esa región y las del Paraguay hasta 1589, año en el que fue designado comisario de la Inquisición o Santo Oficio en esas provincias. Fatigado físicamente tras años de larga y ardua labor, Barcena murió en Cuzco, Virreinato del Perú, el 31 de diciembre de 1597.

## Obras
Se le acredita tener conocimiento práctico de once lenguas indígenas y de haber escrito gramáticas, vocabularios y catecismos en gran parte de estas lenguas. Estos manuscritos aún deben estar posiblemente en el Archivo de Lima. Entre ellos se le atribuye el Lexica et praecepta grammatica, item liber confessionis et precum in quinque Indorum Linguis que habría terminado de componer en 1590, se encuentra perdido y contendría diccionarios y gramáticas de las lenguas puquina, tonocoté, guaraní, catamarcana y natixana o moguazana, las dos últimas no documentadas por otros autores. Sus escritos conocidos son una carta del 8 de septiembre de 1594 con valiosos detalles etnográficos y lingüísticos sobre los pueblos del Tucumán, dirigida a su provincial Juan Sebastián y publicada mucho tiempo después en Relaciones geográficas de Indias (Madrid, 1885), Tomo II, apéndice 30, III, y un manuscrito de su Arte y vocabulario de la lengua toba, acerca del toba o qom, publicado unos 300 años después por Samuel Lafone Quevedo en 1893.